# Светлана Бурлак
Светла̀на Анато̀лиевна Бурла̀к (род. на 12 юни 1969 г.) е руски лингвист, индоевропеист и автор на трудове по компаративистика и по произхода на човешкия език. От 1995 до 2006 г. играе „Какво? Къде? Кога?“ в отбора на Иля Иткин.
Доктор на филологическите науки от 2013 г., старши научен сътрудник на Института по ориенталистика на РАН, специалист по тохарските езици. Автор на многобройни лингвистични задачи, учебници и научнопопулярни публикации, един от постоянните преподаватели на Лятната лингвистична школа и Лятната екологична школа. С. А. Бурлак е професор на Руска академия на науките (2015).
Завършила е отделението по теоретична и приложна лингвистика на филологическия факултет на МГУ през 1991 г. От 1996 г. чете курс от лекции „Увод в сравнително-историческото езикознание“ пред студентите от отделението по теоретична и приложна лингвистика на филологическия факултет на МГУ „М. В. Ломоносов“. С. А. Бурлак е автор на около 40 научни труда, в т.ч. монографията „Историческа фонетика на тохарските езици“ и учебника „Сравнително-историческо езикознание“ (съвместно с С. А. Старостин).